# Inverclyde Goliaths 2022
Questa voce raccoglie le informazioni riguardanti gli Inverclyde Goliaths nelle competizioni ufficiali della stagione 2022.

## BAFA NL Division One 2022

### Stagione regolare
| 10 aprile 2022, ore 13:00 1ª giornata | Inverclyde Goliaths | 8 – 46 | Northumberland Vikings |  |

| 17 aprile 2022, ore 13:00 2ª giornata | Inverclyde Goliaths | 28 – 34 | Lancashire Wolverines |  |

| 1º maggio 2022, ore 13:00 4ª giornata | Inverclyde Goliaths | 14 – 46 | East Kilbride Pirates |  |

| 15 maggio 2022, ore 14:00 5ª giornata | Glasgow Tigers | 6 – 12 | Inverclyde Goliaths |  |

| 29 maggio 2022, ore 14:30 7ª giornata | Yorkshire Rams | 62 – 26 | Inverclyde Goliaths |  |

| 5 giugno 2022, ore 15:00 8ª giornata | East Kilbride Pirates | 71 – 8 | Inverclyde Goliaths |  |

| 19 giugno 2022, ore 13:00 9ª giornata | Inverclyde Goliaths | 24 – 35 | Glasgow Tigers |  |

| 26 giugno 2022, ore 13:00 10ª giornata | Inverclyde Goliaths | 0 – 42 | Yorkshire Rams |  |

| 3 luglio 2022, ore 14:00 11ª giornata | Lancashire Wolverines | 28 – 6 | Inverclyde Goliaths |  |

| 31 luglio 2022, ore 14:00 14ª giornata | Northumberland Vikings | 40 – 0 | Inverclyde Goliaths |  |

## Statistiche di squadra
| Competizione      | %Vittorie | In casa | In casa | In casa | In casa | In casa | In casa | In trasferta | In trasferta | In trasferta | In trasferta | In trasferta | In trasferta | Totale | Totale | Totale | Totale | Totale | Totale |
| Competizione      | %Vittorie | G       | V       | N       | P       | Pf      | Ps      | G            | V            | N            | P            | Pf           | Ps           | G      | V      | N      | P      | Pf     | Ps     |
| ----------------- | --------- | ------- | ------- | ------- | ------- | ------- | ------- | ------------ | ------------ | ------------ | ------------ | ------------ | ------------ | ------ | ------ | ------ | ------ | ------ | ------ |
| Stagione regolare | .100      | 5       | 0       | 0       | 5       | 74      | 203     | 5            | 1            | 0            | 4            | 52           | 207          | 10     | 1      | 0      | 9      | 126    | 410    |
| Totale            | .100      | 5       | 0       | 0       | 5       | 74      | 203     | 5            | 1            | 0            | 4            | 52           | 207          | 10     | 1      | 0      | 9      | 126    | 410    |